# 增埗桥
增埗桥位于中国广州市，是跨越增埗河的一座桥梁，两端分别连接东风西路和增槎路，为广州西北方向的主要进出通道。

## 旧桥
旧增埗桥于1980年建成，为三跨上承式钢筋混凝土拱桥，双向四车道（算上分隔护栏外的非机动车道为六车道），主桥及连接东风西路一端引桥带有人行道。旧桥由于桥梁状况欠佳，于2003年6月22日起禁行4吨以上车辆，多条公交线路缩短或绕道；同年10月13日起封闭拆除。

## 新桥
新桥于2004年8月28日建成通车。新桥全长约700米，其中主桥长127.48米，桥宽29.9米；东、西引桥共250米；引道长322米；双向六车道，是一座钢箱梁混凝土混合梁桥。工程总投资约7000万元。